# Condition des femmes en Haïti
L'histoire contemporaine de la condition des femmes en Haïti débute en mai 1865 au Cap, dans le quartier de la Fossette, lors d'une révolte urbaine et populaire mobilisant majoritairement des femmes. Après ce premier épisode revendicatif, des femmes des couches aisées s'activent à la fin du siècle pour soutenir l'égalité entre les sexes. Au XXe siècle, des femmes participent à la lutte contre le régime dictatorial des Duvalier. En 1986, des femmes paysannes s'investissent dans le mouvement des femmes Papaye.

## Représentation politique
Haïti devient indépendante en 1804, à la suite d'une révolution, la première révolte d'esclaves réussie du monde contemporain. Les historiens situent traditionnellement son élément déclencheur à la cérémonie du Bois-Caïman, en évènement vaudou qui se tient en août 1791 et auquel participe la prêtresse Cécile Fatiman. D'autres femmes deviennent des figures importantes de la révolution, notamment Sanité Belair, Catherine Flon et Dédée Bazile ; voir Femmes dans la révolution haïtienne. En 1804, Haïti devient la première République noire libre du monde, succédant à la colonie française de Saint-Domingue.
En 1926, la Ligue internationale des femmes pour la paix et la liberté rédige une enquête sur l'occupation d'Haïti par les États-Unis, prêtant une attention particulière à la condition des femmes. En 1934, Alice Garoute et l'avocate Madeleine Sylvain-Bouchereau fonde la Ligue féminine d'action sociale (LFAS), la première association féministe d'Haïti. Fille de l'écrivain et diplomate Georges Sylvain, Madeleine Sylvain-Bouchereau a deux sœurs, elles aussi pionnières dans leur domaine : Suzanne Comhaire-Sylvain est la première femme médecin d'Haïti et Yvonne Sylvain la première anthropologue.
La constitution de 1950 accorde le droit de vote et d'éligibilité aux femmes haïtiennes, après deux échecs en 1944 et en 1946. Des parlementaires progressistes comme Jean Price Mars et Dantès Louis Bellegarde ont œuvré pour l'adoption du texte. C'est cependant seulement à partir des élections de 1991, premier scrutin démocratique du pays, que les femmes votent réellement,.
La dictature des Duvaliers inaugure une phase de répression des revendications féministes, obligent les militantes à entrer dans la clandestinité. Leurs mouvements sont cependant soutenus par les femmes de la diaspora. Après la chute du régime, les associations féministes se redéployent. Le 3 avril 1986 a lieu une grande manifestation féminine qui souhaite que les femmes participent au processus de démocratisation. En souvenir de cette journée, le 3 avril devient en 1996 la Journée nationale du mouvement des femmes haïtiennes,.
En 1986 est fondée l'organisation féministe Solidarite Fanm Ayisyèn (SOFA). Lise-Marie Déjean, l'une de ses figures, est à l'origine de la création du ministère à la Condition féminine et aux Droits des femmes en 1994.
De 1995 à 1997, Claudette Werleigh est la première femme Première ministre d'Haïti. De 2008 à 2009, Michèle Pierre-Louis occupe la même fonction ; elle avait un programme ambitieux de lutte contre les inégalités et les violences visant les femmes.

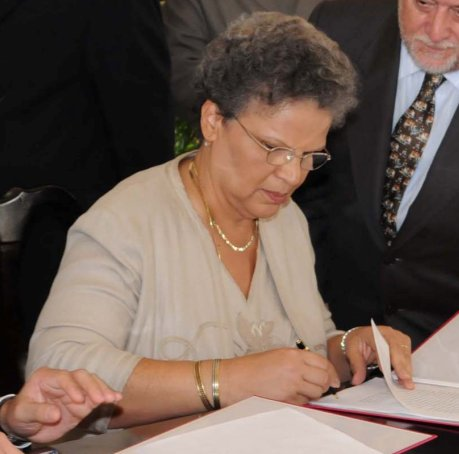
Michèle Pierre-Louis, Première ministre de 2008 à 2009.
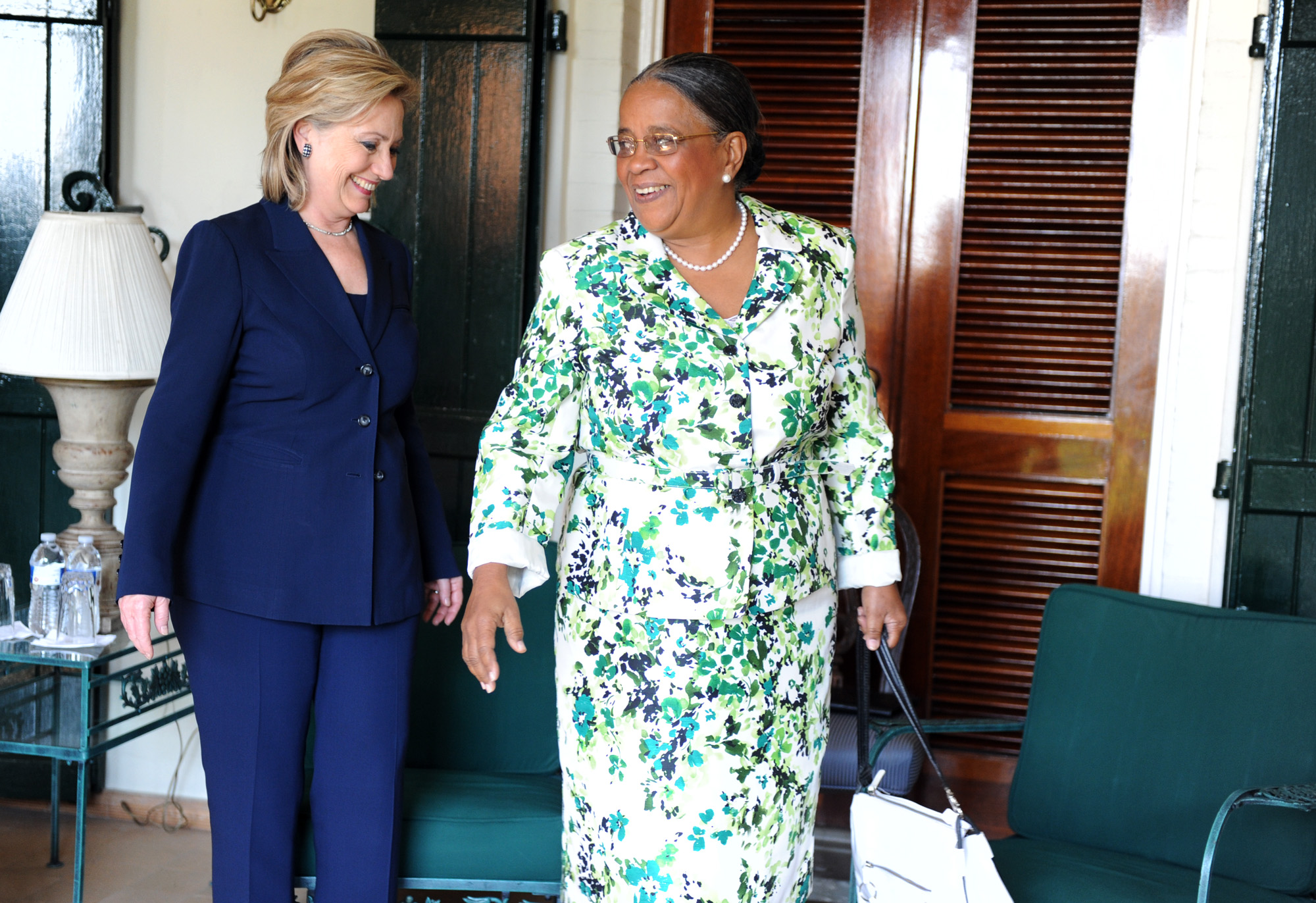
Hillary Clinton, secrétaire d'État américaine, et Mirlande Manigat, femme politique haïtienne, en 2011.

## Conditions et statut des femmes

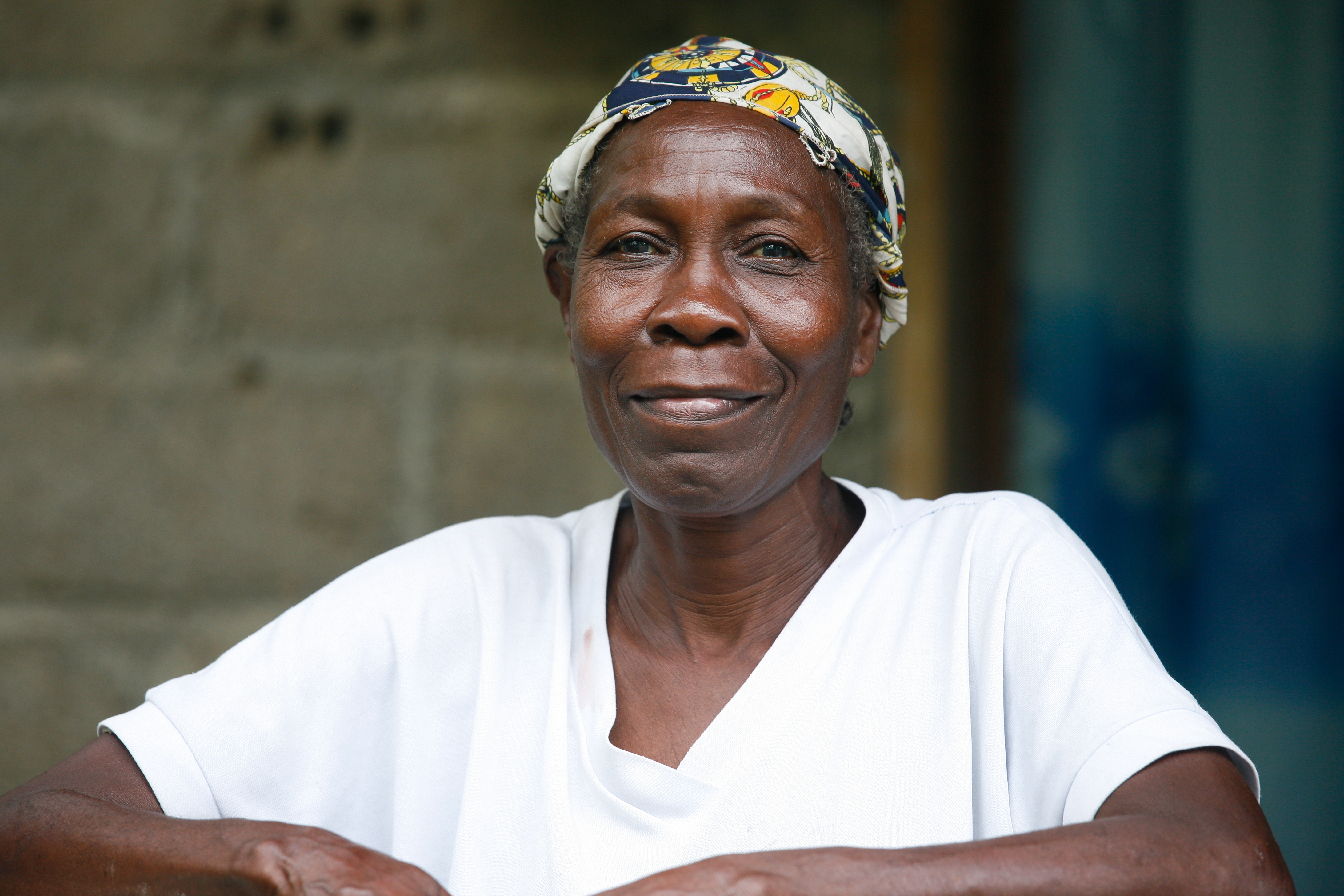
Une Haïtienne.

Plusieurs dispositions législatives sont passées pour lutter contre les discriminations visant les femmes (8 octobre 1982, 8 novembre 1994 et 12 avril 2012). Le décret de 1982 n'en fait plus des mineures juridiques : elles peuvent désormais effectuer des transactions ou encore porter plainte sans l'autorisation de leur mari. La Première dame Michèle Bennett a soutenu l'adoption de ce texte. À la même époque, le Parlement refuse la fermeture des maisons closes et la répression du proxénétisme ; la coordinatrice du collectif féminin Fanm Yo La Natacha Clergé estime qu'un tel choix serait allé à l'encontre des intérêts de certains hommes politiques, grands consommateurs de prostitution.
Grâce à l'action de plusieurs militantes, la Constitution haïtienne de 1987 confère aux femmes des droits égaux à ceux des hommes, dans un contexte politique, social et culturel œcuménique, mais la réalité est loin de refléter cette disposition juridique. Les femmes sont de plus en plus victimes de discriminations et de violences, en raison des difficultés à obtenir un emploi et des obstacles à leur participation à la vie politique. On compte plus d'hommes dans les cercles dirigeants, politiques, sociaux et familiaux ; ceux-ci estiment que la politique est une affaire masculine. Bien que les femmes représentent 52 % de la population, les hommes occupent majoritairement les postes de pouvoir. Depuis 1934, des Haïtiennes luttent pour exercer leurs droits civils et politiques, mais ce n'est jamais facile. En juin 2009, les parlementaires haïtiens ont voté en faveur de l'amendement d'un article de la constitution, qui impose un quota de 30 % de femmes dans toutes les assemblées. Des militantes continuent de sensibiliser les parlementaires pour les rallier à leur cause. Ainsi, une vingtaine d'organisations féminines a présenté en 2013 192 propositions de loi en faveur de l'égalité des sexes ; elles souhaitent qu'il soit présenté lors du prochain amendement à la constitution.
Comme le note un article d'Alterpresse, plusieurs organisations féminines entreprennent des actions spécifiques pour améliorer la condition des Haïtiennes. Concernant la législation, MOUFFED travaille à éliminer les aspects discriminatoires du système judiciaire haïtien ; Fanmi Yola, sur la question des droits politiques, sensibilise les partis politiques afin de permettre une participation égale des sexes aux cercles de décision. SOFA s'emploie à l'amélioration de l'agriculture à Saint-Michel-de-l'Attalaye, afin de permettre aux jeunes femmes d'apprendre à cultiver des produits écologiques. Dans un article de Dofen News, Guerrine Residor de KRIFA estime que l'éducation, la sensibilisation et l'autonomie financière des femmes aidera à éliminer les violences visant les femmes. Il existe en effet un fossé entre l'égalité des sexes promue par la constitution et la réalité.
La lenteur de l'adoption des lois par le Parlement est critiquée, là où ne siègent d'ailleurs que peu de femmes (une seule au Sénat en 2017). Ainsi, la loi sur la paternité, la maternité et la filiation est votée en 2008 dans la Chambre basse, en 2012 au Sénat, n'étant publiée qu'en 2014. Elle est par ailleurs jugée peu contraignante et vidée de sa substance. Natacha Clergé considère que les relations adultérines qu'entretiennent certains hommes politiques est un frein à l'adoption d'un texte fort sur le sujet.
Natacha Clergé rappelle que la majorité des travailleurs domestiques d'Haïti sont des femmes, surtout issues des couches défavorisées de la population et ne bénéficiant pas d'assistance sociale. Jusqu'à l'adoption d'une loi sur le travail domestique (pas encore promulguée en 2017), le code du travail n'accorde à ces femmes aucun congé maternité ni salaire minimum, jour de repos ou de congé hebdomadaire. Le nouveau texte ne fixe pas de salaire minimum.
Le gouvernement haïtien manque de moyens pour faire face aux violences visant les femmes et le harcèlement sexuel au travail. Il n'existe aucune législation concernant la violence verbale et les viols conjugaux, alors que les violences visant les femmes et les filles sont considérées comme un problème structurel.

## Vaudou
Certaines études montrent[Quand ?] que les paysannes haïtiennes sont moins discriminées sur le plan social que celles des sociétés occidentales. Cela serait une conséquence de la religion vaudou et du système matriarcal afro-descendant, choses qu'on ne retrouve pas dans les sociétés judéo-chrétiennes. Dans la religion vaudou haïtien, les femmes jouent le même rôle que les hommes. Elles sont mambo (prêtresse), tout comme les hommes qui sont houngan (prêtres). On trouve des femmes honsi, comme les hommes.
L'égalité sexuelle dans le vaudou haïtien permet aux femmes d'intégrer presque toutes les strates de la société. Les paysannes en particulier, en raison de leur proximité avec le vaudou, ont toujours joué un rôle important dans la vie haïtienne. Leur implication dans l'agriculture, le commerce et l'industrie était trivalente, par rapport à leurs homologues d'Amérique latine. Pendant l'occupation américaine (1915-1934), les agricultrices se sont activement impliquées dans la guerre, intégrant la guérilla et participant aux services de renseignement anti-américains pour libérer Haïti. Leur implication dans le secteur commercial leur permettait d'accumuler davantage d'argent, ce qui les rendait plus indépendantes que bien des femmes de l'élite.

## Vie reproductive et sexuelle
Le taux de mortalité maternelle est en 2022 le plus élevé de la zone Caraïbes, avec 529 décès pour 100 000 naissances vivantes. Les relations sexuelles hors mariage sont socialement mal vues, ce qui constitue un frein à l'accès à la contraception pour les adolescentes notamment, d'autant qu'elles sont souvent perçues comme des enfants et que les structures de planning familial— rares dans les zones rurales, où ces difficultés d'accès sont donc renforcées — affichent des attitudes répressives vis-à-vis d'elles.  Au total, 38 % des femmes mariées et environ la moitié des célibataires ayant une vie sexuelle auraient des besoins de contraception non couverts par des moyens jugés efficaces.